# Ischnopteris pexatata
Ischnopteris pexatata är en fjärilsart som beskrevs av Heinrich Benno Möschler 1882. Ischnopteris pexatata ingår i släktet Ischnopteris och familjen mätare. Inga underarter finns listade i Catalogue of Life.